# Ruellia jussieuoides
Ruellia jussieuoides là một loài thực vật có hoa trong họ Ô rô. Loài này được Schltdl. & Cham. miêu tả khoa học đầu tiên năm 1831.